# Татьяна
Татья́на (церк.-слав. Татїа́на, Татїѧ́на) — женское русское личное имя римского происхождения.
Святая Татиана почитается и в православной, и в католической церквях.

## Происхождение
Существуют две версии происхождения имени. По одной, это имя имеет сабино-латинское происхождение — это женская производная форма от имени Татий (лат. Tatius) — по имени легендарного сабинского царя Тита Татия. Женщин в роду сабинского царя Татия называли Татьянос («госпожа из рода Татия»). Александра Суперанская считает возможной версию происхождения от мужского ассирийского имени Татион, которое писалось также Татиан («господин из рода Татия»). По другой версии, это имя происходит от др.-греч. τάττω «предписывать, устанавливать, определять, назначать».
На Русь попало с христианством из Византии. Популярность в России получило благодаря образу Татьяны Лариной, персонажа из «Евгения Онегина» А. С. Пушкина.
У многих народов имя является поздним заимствованием из русского языка.

## Именины
Православные (даты даны по григорианскому календарю): 18 января, 25 января, 8 февраля, 17 июля, 14 сентября, 23 сентября, 3 октября, 11 октября, 21 октября, 3 декабря, 23 декабря.
Католические: 5 января, 12 января.

## Святые
- мученица Татиана Римская (226) — день памяти 12/25 января
- страстотерпица Великая Княжна Татьяна Николаевна (1897—1918) — 4/17 июля
- преподобномученица Татиана (Бесфамильная) — 8/21 октября
- исповедница Татьяна Бякирева — 10/23 декабря
- преподобномученица Татиана (Грибкова) — 1/14 сентября
- мученица Татьяна Гримблит — 10/23 сентября
- мученица Татьяна Егорова — 10/23 декабря
- мученица Татьяна Кушнир — Собор новомучеников
- преподобномученица Татиана (Фомичёва) — 20 ноября/3 декабря
- послушница, преподобномученица Татиана (Чекмазова) — 28 сентября/11 октября

## Носители, известные по имени
- Татьяна Николаевна — Великая княжна, вторая дочь императора Николая II
- Таня — псевдоним латиноамериканской революционерки
- Именем «Таня» назвалась на допросе Зоя Космодемьянская

## В астрономии
- (769) Татьяна — астероид, открытый в 1913 году

## Наименование
- «Великая княжна Татьяна Николаевна» — судно, построенное в 1914 году на Сормовском заводе для общества «Самолёт», двухдечный грузо-пассажирский пароход Волжского бассейна (вершина отечественного дореволюционного речного судостроения).
- «Татьяна» — советская ядерная бомба РДС-4 (индекс УВ ВВС — 8У69, изделие 244Н), ставшая первым тактическим ядерным оружием, производившимся серийно в СССР.